# Tony Azevedo
Tony Azevedo (Rio de Janeiro, 1981. november 21. –) amerikai-brazil vízilabdázó.
Brazíliában született, de egy hónapos korában Amerikába költözött családjával. Négyéves korában leesett, megvágódott a légzőcsöve és a nyelőcsöve, a műtőasztalon a szíve is megállt pár pillanatra. De teljesen felépült és vízilabdázni kezdett. Részt vett a 2000. évi, a 2004. évi és a 2008. évi nyári olimpiai játékokon is, utóbbin ezüstérmet szerzett.